# 海蘭鎮區 (朱厄爾縣)
海蘭鎮區（英語：Highland Township）為位在美國堪薩斯州朱厄爾縣的鎮區。2010年美国人口普查中該鎮區人口有39人。

## 地理
海蘭鎮區涵蓋面積93.01平方（35.91平方英里），其中0.02平方公里或0.02%為水域。

### 鄰近鎮區
- 朱厄爾縣
  - 沃爾納特鎮區（東）
  - 鎮區（東南）
  - White Mound鎮區（南）

- 史密斯縣
  - 懷特羅克鎮區（西南）
  - 洛干鎮區（西）

### 墓園
此鎮區僅有1座墓園：海蘭墓園（Highland Cemetery）。

## 外部連結
- U.S. Board on Geographic Names (GNIS) （页面存档备份，存于）
- United States Census Bureau cartographic boundary files （页面存档备份，存于）
- US-Counties.com
- City-Data.com （页面存档备份，存于）